# Pirolisi
La pirolisi (o piroscissione) è un processo di decomposizione termochimica, ottenuto mediante l'applicazione di calore e in completa assenza di un agente ossidante (normalmente ossigeno). In pratica, se si riscalda il materiale in presenza di ossigeno avviene una combustione generando calore e producendo composti gassosi ossidati; effettuando invece lo stesso riscaldamento in condizioni anossiche (anaerobiche, in totale assenza di ossigeno), il materiale subisce la scissione dei legami chimici originari con formazione di molecole più semplici. Il calore fornito nel processo di pirolisi viene quindi utilizzato per scindere i legami chimici, attuando la omolisi termicamente indotta.
Tra i principali processi pirolitici sfruttati su larga scala spiccano il cracking industriale e il trattamento termico dei rifiuti. Prima del 1925 la pirolisi del legno costituì la fonte principale di metanolo e di carbone vegetale.

## Il processo chimico
La pirolisi implica una serie di reazioni radicaliche a catena. A titolo di esempio si illustra la pirolisi del pentano.
1. Omolisi, il calore provoca una scissione omolitica con formazione di due radicali: CH3-CH2-CH2-CH2-CH3 → CH3-CH2-CH2· + CH3-CH2·
2. Propagazione, un radicale estrae un idrogeno da una molecola di pentano non scissa producendo un nuovo radicale: CH3CH2· + CH3-CH2-CH2-CH2-CH3 → CH3-CH3 + CH3-CH2-ĊH-CH2-CH3
3. Terminazione, i prodotti finali vengono ottenuti quando due radicali reagiscono tra loro (le reazioni con produzione di pentano vengono trascurate come anche i composti la cui pirolisi è già avvenuta). Si può avere:
  1. Terminazione mediante accoppiamento (produzione di butano): CH3-CH2· + CH3-CH2· → CH3-CH2-CH2-CH3
  2. Terminazione mediante dismutazione (produzione di etano e di etilene): CH3-CH2· + CH3-CH2· → CH3-CH3 + CH2=CH2

## Trattamento dei rifiuti
La pirolisi dei rifiuti, utilizzando temperature comprese tra 400 e 800 °C, converte il materiale dallo stato solido in prodotti liquidi (cosiddetto tar o olio di pirolisi) e/o gassosi (syngas), utilizzabili quali combustibili o quali materie prime destinate a successivi processi chimici. Il residuo carbonioso solido ottenuto può venire ulteriormente raffinato fornendo prodotti quali ad esempio il carbone attivo. I prodotti della pirolisi sono sia gassosi, sia liquidi, sia solidi, in proporzioni dipendenti dai metodi di pirolisi (pirolisi veloce, lenta, o convenzionale) e dai parametri di reazione. Un pirolizzatore si differenzia da un gassificatore in quanto lavorando in assenza di ossigeno (spesso si sfrutta un flusso caldo di un gas inerte quale l'azoto) attua la pirolisi propriamente detta, mentre un gassificatore in realtà lavorando in presenza di piccole quantità di ossigeno realizza anche una parziale ossidazione e come tecnologia rappresenta una via di mezzo tra l'inceneritore e il pirolizzatore.
Uno dei maggiori problemi legati alla produzione di energia basata sui prodotti della pirolisi è la qualità di detti prodotti, questa non ha ancora raggiunto un livello sufficientemente adeguato con riferimento alle applicazioni, sia con turbine a gas sia con motori diesel. In prospettiva, anche con riferimento alle taglie degli impianti, i cicli combinati ad olio pirolitico appaiono i più promettenti, soprattutto in impianti di grande taglia, mentre motori a ciclo diesel, utilizzanti prodotti di pirolisi, sembrano più adatti ad impianti di piccola potenzialità.
La pirolisi diretta viene generalmente attuata in apparecchiature (caldaie) in cui avviene anche lo scambio di calore tra i gas di combustione ed i fluidi di processo (acqua, olio diatermico, ecc.). La combustione di prodotti e residui agricoli si attua con buoni rendimenti, se si utilizzano come combustibili sostanze ricche di glucidi strutturati (cellulosa e lignina) e con contenuti di acqua inferiori al 35%.
I prodotti utilizzabili a tale scopo sono i seguenti:
- legname in tutte le sue forme;
- paglie di cereali;
- residui di raccolta di legumi secchi;
- residui di piante oleaginose (ricino, cartamo, ecc.);
- residui di piante da fibra tessile (cotone, canapa, ecc.);
- residui legnosi di potatura di piante da frutto e di piante forestali;
- residui dell'industria agro-alimentare.

Le caldaie a letto fluido sono complesse e dispendiose, ma permettono la riduzione degli inquinanti e presentano un elevato rendimento di combustione.
Esistono molte tecnologie particolari: il sistema Thermofuel, ad esempio, permette di ottenere, a partire dalla plastica, gasolio sintetico attraverso pirolisi condotta a temperature più basse (370-420 °C).
La pirolisi può essere anche utilizzata come parte integrante di altri processi quali il trattamento meccanico-biologico e la digestione anaerobica.

## La pirolisi per la produzione di biocarburanti
Alcune tecniche particolari di pirolisi sono allo studio per la realizzazione dei "biocarburanti di seconda generazione".
La tecnica allo studio in Francia riguarda il pretrattamento della biomassa vegetale con la pirolisi "flash" per ottenere olio combustibile. Questo sistema richiede però notevoli volumi di biomassa, e si cerca quindi di affinare metodi di lavoro così da consentire di trattare la biomassa lontano dalle centrali (direttamente sui luoghi di raccolta) per ridurre i costi. Con la pirolisi "flash" si può convertire la biomassa in un particolare olio, esso viene successivamente convogliato presso una centrale produttrice di carburante.
Anche in Germania invece il metodo allo studio (definito "bioliq") intende realizzare biocombustibili dopo aver trattato in sito la biomassa. L'olio intermedio ("biosyncrude") è caratterizzato da alta densità, la caratteristica consente di abbattere i costi di trasporto. La biomassa è trasformata attraverso la pirolisi in biosyncrude per mezzo di un riscaldamento effettuato in ambiente privo di aria. Alla fine del processo è possibile ottenere combustibile diesel, idrogeno e metanolo.

## Impiego in chimica analitica
La pirolisi controllata di campioni non volatili può essere utilizzata anche a scopi analitici.